# Psalm 105
Psalm 105 is een psalm uit Psalmen in de Hebreeuwse Bijbel (in de Griekse Septuagint en in de Latijnse Vulgaat Psalm 104). In deze psalm worden de daden van God in de geschiedenis van de Israëlieten bezongen. De psalm heeft het Latijnse opschrift Confitemini Domino. In het opschrift van de psalm staat geen auteur vermeld.

## Inhoud
De beschreven geschiedenis is geen les of waarschuwing voor de lezers, maar een stimulans om met trots en vreugde zich toe te wijden aan JHWH. De psalm lijkt soms onvolledig. Essentiele onderdelen uit de verhaallijn van Israël worden niet genoemd. Blijkbaar gaat de dichter er vanuit dat het publiek bekend is met deze verhalen.

### Overeenkomst met 1 Kronieken 16
De verzen 1-15 worden grotendeels ook weergegeven in 1 Kronieken 16:8-22. Hierbij zijn twee opvallende verschillen:
- Psalm 105:6: 'nakomelingen van Abraham' leest in 1 Kronieken 16:13 'nakomelingen van Israël'
- Psalm 105:8: 'Hij denkt aan Zijn verbond voor eeuwig' leest in 1 Kronieken 16:15 'Denk aan Zijn verbond voor eeuwig'

## Nieuwe Testament
De verzen 8 en 9 worden geciteerd in Lucas 1:72–73.

## Berijmingen
De Psalm is diverse malen berijmd in psalmberijmingen op de Geneefse melodieën. De psalm kan hierdoor worden gezongen in de Staatsberijming van 1773, de nieuwe berijming van 1967, de berijming uit het Gereformeerd Kerkboek en in De Nieuwe Psalmberijming uit 2020. 
1 · 2 · 3 · 4 · 5 · 6 · 7 · 8 · 9 · 10 · 11 · 12 · 13 · 14 · 15 · 16 · 17 · 18 · 19 · 20 · 21 · 22 · 23 · 24 · 25 · 26 · 27 · 28 · 29 · 30 · 31 · 32 · 33 · 34 · 35 · 36 · 37 · 38 · 39 · 40 · 41 · 42 · 43 · 44 · 45 · 46 · 47 · 48 · 49 · 50 · 51 · 52 · 53 · 54 · 55 · 56 · 57 · 58 · 59 · 60 · 61 · 62 · 63 · 64 · 65 · 66 · 67 · 68 · 69 · 70 · 71 · 72 · 73 · 74 · 75 · 76 · 77 · 78 · 79 · 80 · 81 · 82 · 83 · 84 · 85 · 86 · 87 · 88 · 89 · 90 · 91 · 92 · 93 · 94 · 95 · 96 · 97 · 98 · 99 · 100 · 101 · 102 · 103 · 104 · 105 · 106 · 107 · 108 · 109 · 110 · 111 · 112 · 113 · 114 · 115 · 116 · 117 · 118 · 119 · 120 · 121 · 122 · 123 · 124 · 125 · 126 · 127 · 128 · 129 · 130 · 131 · 132 · 133 · 134 · 135 · 136 · 137 · 138 · 139 · 140 · 141 · 142 · 143 · 144 · 145 · 146 · 147 · 148 · 149 · 150 · 151